# Globularia dumulosa
Globularia dumulosa là một loài thực vật có hoa trong họ Mã đề. Loài này được O.Schwarz mô tả khoa học đầu tiên năm 1938.